# Psychoda disacca
Psychoda disacca är en tvåvingeart som beskrevs av Duckhouse 1966. Psychoda disacca ingår i släktet Psychoda och familjen fjärilsmyggor. Inga underarter finns listade i Catalogue of Life.